# Bur Kapi
Bur Kapi är ett berg i Indonesien.   Det ligger i provinsen Aceh, i den västra delen av landet, 1 500 km nordväst om huvudstaden Jakarta. Toppen på Bur Kapi är 1 306 meter över havet.
Terrängen runt Bur Kapi är kuperad. Runt Bur Kapi är det mycket glesbefolkat, med 3 invånare per kvadratkilometer. I omgivningarna runt Bur Kapi växer i huvudsak städsegrön lövskog.